# Gonzo Media
Gonzo Media var et dansk YouTube-kollektiv, der var ejet og drivet af Michael Ritto og Martin Wiinholt. Virksomheden blev etableret i marts 2015 og skaffede nogle af Danmarks største YouTube-fænomener såsom Gex, RobinSamse, Benny 1, BrianFromDenmark og Lasse Vestergaard. Siden hen har de publiceret serier og andet indhold på deres YouTube-kanal. Eksempelvis Krudt i Kokkeriet, GLoB og Geekout. Firmaet gik konkurs 22. november 2019 efter et mangeårigt underskud. I forbindelse med konkursen kunne flere medier fortælle, at de havde ansat 11 personer ugen inden konkursen.

## Gonzo Medias influencers

### Gex
Philip fik sit gennembrud på YouTube med Gameplay-videoer, hvor han spillede Minecraft, Tekkit og Call of Duty MW 3. Hans YouTube-kanal har mere end 218.000.
Han har lavede d. 13 Marts 2017, sin second channel, fordi han mente at det var syndt for folk der havde følget ham dengang hans kanal næsten kun var gaming. Så han lavede en second channel, gjorde sin main kanal til vlogs, ask me osv. Hans second channel har over 20.000 Subs.
Ifølge Socialblade er Philip dog kun på en 33. plads i forhold til alle danske kanaler. Han har forskellige Minecraft-serier fx GEH v1, v2, v2.5, og senest v4 Minecraft 1.10.2.
Han specielle valg af tøjstil, nemlig "konfirmations tøj". Mange Youtubere (Bl.a. BrianFromDenmark) har " mobbet" Gex med det.

### Lasse Vestergaard
Er ikke medlem af Gonzo Media mere. Han er YouTuber og venner med Robin Madsen og Samrita Kaur fra Robinsamse. Han er kendt for Lasse med hatten style (gangnam style parodi)

### BrianFromDenmark
Er ikke medlem af Gonzo mere.

### RobinSamse
RobinSamse er en YouTube-kanal ejet af kæresteparret Robin Dekker Madsen og Samrita Kaur. Kanalen er en af Danmarks mest sete og fulgte YouTube-kanaler.
De uploader hovedsageligt Minecraft-videoer, vlogs, madlavningsvideoer og generelt gaming. RobinKaja (Robins kanal) har cirka 123,000 abonnenter og RobinSamse har cirka 214.000 abonnenter. Deres videoer er set over 125 mio. gange.
Robin Dekker Madsen startede på YouTube den 22. oktober 2007, hvor han oprettede kanalen RobinKaja. Her startede han sammen med sin lillesøster Kaja, men hun droppede det hurtigt igen, hvorefter Robin begyndte at uploade videoer omkring teknologi og spil på engelsk. Senere hen begyndte han at ændre sin kanal til dansk, hvor han snakkede om hans interesser, gadgets, spil og besvarede folks spørgsmål.
Samrita Kaur og hendes kæreste Robin driver kanalen RobinSamse, hvilket de har gjort lige siden den 21. maj 2012. Udover at være en aktiv YouTuber er hun blevet færdig med sin studenter-uddannelse og ønsker at arbejde med noget inden for medie og grafik.

### Benny_1
Benny_1 er en gamer på 26 år, der på sin kanal gamer og vlogger. Han kommer fra Bornholm, i dag bor han på Sjælland.
På sin "main kanal" laver han mest gaming og vlogs men han flyttede gaming over til en ny kanal, da han ville fokusere mere på vlogs .
Han har længe lavet videoer før YouTube overhovedet kom til, og har altid elsket at underholde. I starten var det kun nære venner og familie der så det; nogle år senere kom YouTube så, hvor han lavede guides til en Minecraft server som Benny_1 og nogen af hans venner havde sat op. Det blev hurtigt en af Danmarks mest kendte servere.

### MarckozHD
MarckozHD, er en dansk youtuber og streamer. Han laver Youtube og Twitch (livestreaming), indholdet består for det meste af gaming og entertainment. Han bor i Aalborg, og født og opvokset i Holbæk. Han laver både indhold beregnet til alle aldre, men for det meste børn og unge.

## GGfestival
GGfestival var Danmarks største gaming og YouTuber-festival for børn og unge, og fandt sted tre gange om året.
Gonzo Media holdt i 2015 en computerfestival og LAN party inde i København på Lokomotivværkstedet med over 1000 danske unge i en weekend i sommeren 2015. Udover aktiviteter indendørs var der også masser af sjove event udenfor, såsom Nerf-spilning og komikere som lavede stand-up.
GGfestival #2 eller GGfestival Winter blev afholdt I Ballerup Superarena den 15.-17. januar 2016. Som noget helt nyt blev her også afholdt GGAwards, det første social media gaming award show med afstemning i Minecraft og hvor bl.a. Brian From Denmark vandt prisen for årets serie, og ZagiMC blev kåret som årets YouTube Gamer.
GGfestival #3 eller GGfestival Summer blev afholdt den 1. - 3. juli 2016 og igen i Lokomotivværkstedet og havde endnu engang vokseværk og 300 af deltagerne sov i telt.